# Ciclone Laurence
O ciclone tropical severo Laurence (designação do JTWC: 06S, ou simplesmente ciclone Laurence) foi o mais intenso ciclone tropical na região da Austrália desde o ciclone George na temporada de 2006-2007, e o segundo ciclone tropical mais intenso a atingir a Austrália Ocidental em toda a história. Sendo o primeiro sistema tropical da temporada de ciclones na região da Austrália de 2009-2010, Laurence formou-se de uma área de perturbações meteorológicas sobre o extremo norte da Austrália em 12 de dezembro. Seguindo para o mar de Arafura, o sistema se intensificou para um ciclone tropical significativo, segundo o Centro de Aviso de Ciclone Tropical (CACT) de Darwin no dia seguinte, e se intensificou para um intenso ciclone tropical, com ventos máximos sustentados de 215 km/h (1 minuto sustentado), segundo o Joint Typhoon Warning Center (JTWC), ou 205 km/h (10 minutos sustentados), segundo o CACT de Perth, pouco antes de atingir a costa noroeste da Austrália, perto da cidade de Derby.
Sobre terra, Laurence se enfraqueceu e deixou de ser um ciclone tropical significativo, segundo o CACT de Perth, em 18 de dezembro. Logo em seguida, o sistema voltou a seguir sobre o mar de Arafura, onde novamente se tornou um ciclone tropical intenso, e atingiu a região de Eighty Mile Beach, também na Austrália Ocidental, com ventos de até 240 km/h (1 minuto sustentado), segundo o JTWC, ou 205 km/h (10 minutos sustentados) e uma pressão atmosférica central mínima de 928 hPa, segundo o CACT de Perth; apenas um ciclone tropical atingiu a Austrália Ocidental com mais intensidade em 1961.
Sobre terra, Laurence se enfraqueceu e se dissipou totalmente dois dias depois. Devido à população esparsa da região, houve apenas danos moderados. Apenas uma pessoa se feriu gravemente durante a passagem do ciclone em Derby.

## História meteorológica

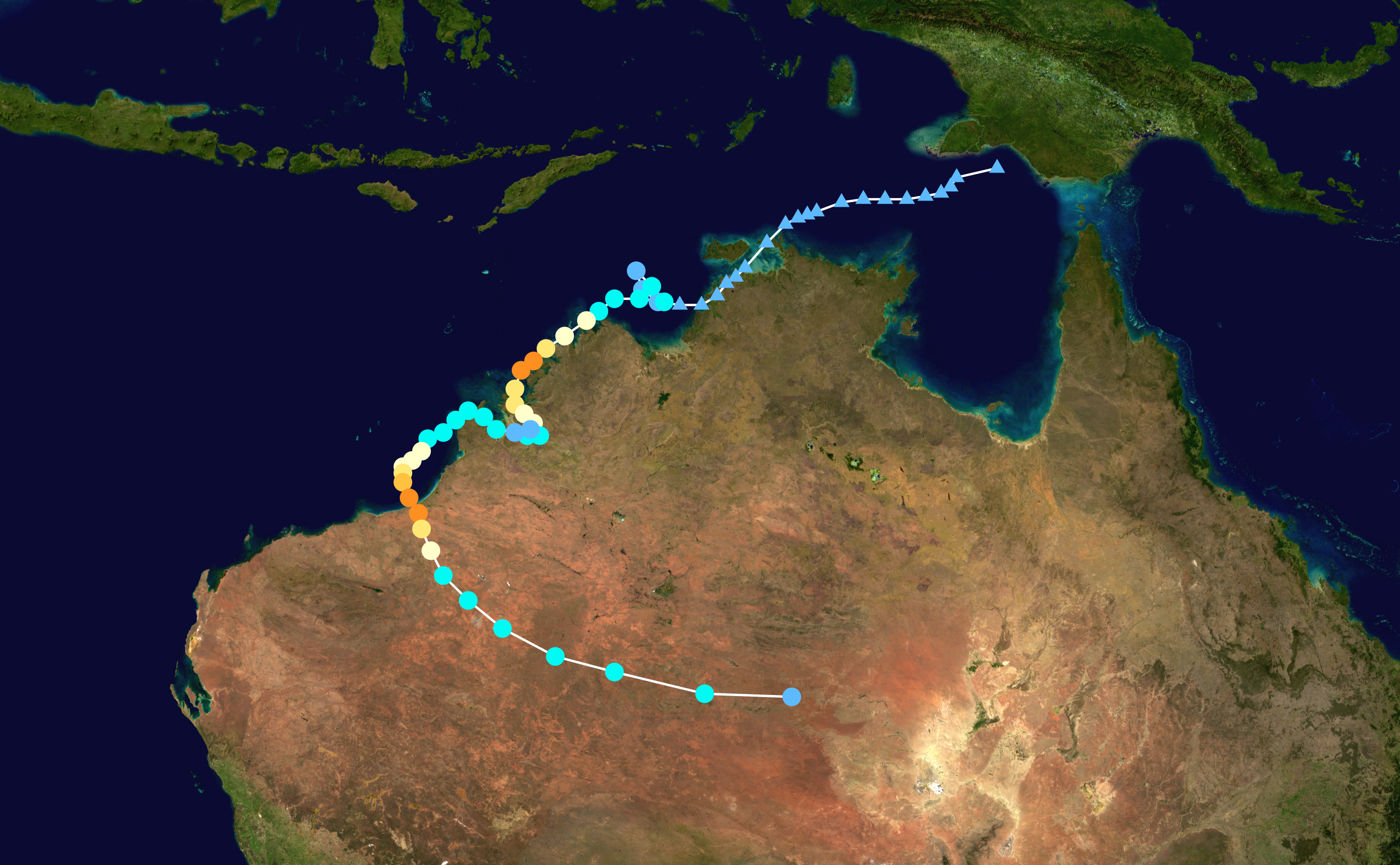
O caminho de Laurence

O ciclone Laurence formou-se de uma área de perturbações meteorológicas que começou a mostrar sinais de organização em 10 de dezembro, ao largo da costa norte da região de Top End, Território do Norte, Austrália. Inicialmente, o sistema consistia-se de uma região de baixa pressão atmosférica, com uma fraca evidência da existência de um centro ciclônico de baixos níveis, com várias áreas de convecção profunda que estava numa região com boas condições meteorológicas, como o baixo cisalhamento do vento e bons fluxos de saída de altos níveis. O centro ciclônico de baixos níveis da perturbação ficou mais bem definido mais tarde naquele dia, e os modelos de previsão de ciclones tropicais indicavam que a perturbação iria se tornar um ciclone tropical significativo em alguns dias. No entanto, o sistema não foi capaz de se intensificar rapidamente por estar parcialmente sobre terra e devido à natureza desorganizada da perturbação.
Mesmo estando sobre terra, a perturbação voltou na se organizar ainda em 11 de dezembro devido às excelentes condições meteorológicas. Devido a isso e ao fato de que a perturbação estava seguindo deixando a Austrália para seguir sobre o oceano, que apresentava águas favoravelmente quentes, o Joint Typhoon Warning Center (JTWC), o órgão da Marinha dos Estados Unidos responsável pela monitoração de ciclones tropicais, emitiu um Alerta de Formação de Ciclone Tropical (AFCT) sobre o sistema ainda naquela noite (UTC), que significava que a perturbação poderia se tornar um ciclone tropical significativo entre 12 a 24 horas. No início da madrugada (UTC) de 12 de dezembro, o Centro de Aviso de Ciclone Tropical (CACT) de Darwin, subordinado ao Bureau of Meteorology, a agência de meteorologia da Austrália e designada pela Organização Meteorológica Mundial (OMM) para a monitoração de ciclones tropicais no Oceano Índico Sudeste, classificou o sistema para uma baixa tropical e lhe atribuiu a designação "01U". Seguindo para oeste-sudoeste, a perturbação perdeu temporariamente parte de suas áreas de convecção profunda associadas, o que não permitiu a continuação do desenvolvimento do sistema. No entanto, novas áreas de convecção profunda se formaram, e com isso, o CACT de Darwin classificou o sistema para o primeiro ciclone tropical significativo da temporada no início da madrugada de 13 de dezembro, atribuindo-lhe o nome "Laurence". Horas mais tarde, o JTWC também classificou o sistema para um ciclone tropical significativo, e lhe atribuiu a designação "06S".
Seguindo para oeste-noroeste, Laurence não conseguiu se intensificar rapidamente; suas áreas de convecção profunda ainda estavam dispersas e alongadas. No entanto, durante a madrugada de 14 de dezembro, Laurence foi capaz de formar um novo centro ciclônico de baixos níveis, onde novas áreas de convecção profunda se formaram e se tornaram bem definidas. Com isso, Laurence começou a se intensificar. Naquela noite (UTC), um olho começou a ficar aparente no centro das áreas de convecção do sistema, indicando contínua intensificação. com isso, o CACT de Darwin classificou Laurence para um ciclone tropical de categoria 2 na escala australiana.

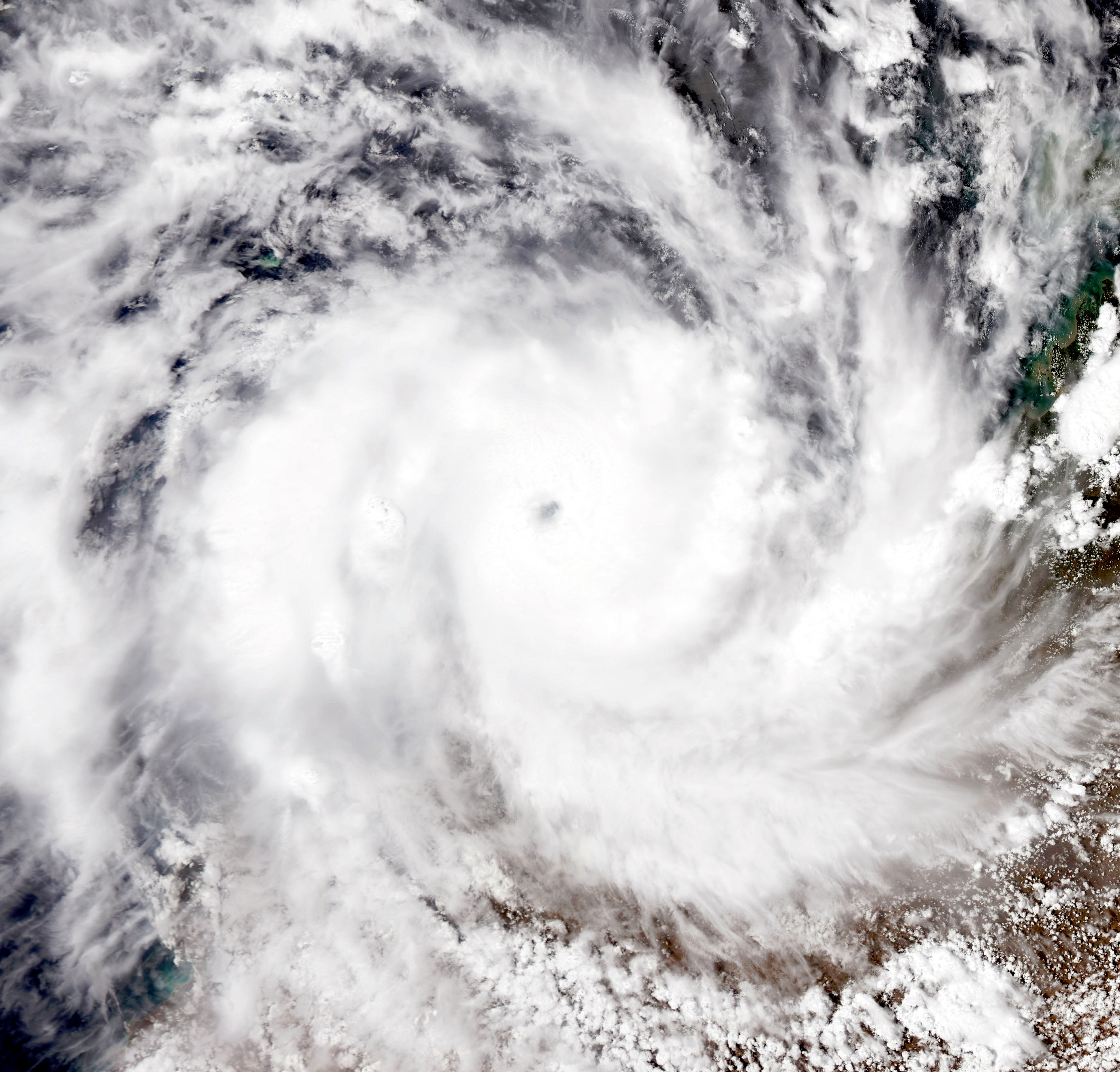
O ciclone tropical severo durante o seu primeiro período de rápida intensificação enquanto seguia ao largo da costa da região de Kimberley, Austrália Ocidental

A partir da madrugada (UTC) de 15 de dezembro, Laurence começou a sofrer rápida intensificação. Ao mesmo tempo, Laurence começou a seguir mais para sudoeste assim que um cavado de onda longa dissipou a alta subtropical. Devido à intensificação, o CACT de Darwin classificou Darwin para um ciclone tropical severo de categoria 3, o primeiro na região da Austrália desde o ciclone Ilsa na temporada de 2008-2009.
A rápida intensificação de Laurence continuou assim que o ciclone adentrou à área de responsabilidade do CACT de Perth. Naquela tarde (UTC), Laurence apresentava um olho bem definido, embora pequeno, proporcional ao tamanho geral do ciclone, que era menor do que a média. Com isso, o CACT de Perth classificou o ciclone tropical severo de categoria 4. No início da madrugada (UTC) de 16 de dezembro, Laurence atingiu seu primeiro pico de intensidade, com ventos máximos sustentados de 215 km/h (1 minuto sustentado), segundo o JTWC,, ou 205 km/h (10 minutos sustentados) segundo o CACT de Perth, o que fazia de Laurence o primeiro ciclone tropical severo de categoria 5 na escala australiana na região da Austrália desde o ciclone George, em março de 2007.
No entanto, Laurence começou a seguir abruptamente para sul, e logo alcançou a Austrália horas depois. Laurence fez landfall na costa da região de Kimberley, perto da cidade de Derby, durante seu pico de intensidade. Sobre terra, Laurence começou a se enfraquecer. Uma vez sobre terra, Laurence enfraqueceu-se rapidamente, e o JTWC emitiu seu aviso final sobre o sistema ainda naquela noite (UTC), justificando-se com base nos modelos de previsão, que indicavam que Laurence se dissiparia completamente sobre terra antes de voltar a seguir para o oceano. Laurence deixou de ser um intenso ciclone tropical de categoria 5 para se degenerar para uma baixa tropical na manhã (UTC) de 18 de dezembro, segundo o CACT de Perth.
O cavado de onda longa que havia dissipado a alta subtropical que guiava Laurence para oeste se afastou, permitindo a formação de uma nova alta subtropical. O novo sistema começou a guiar a área de baixa pressão remanescente de Laurence novamente para oeste, em direção ao oceano. Na tarde (UTC) de 18 de dezembro, o JTWC voltou a emitir avisos regulares sobre o sistema assim que Laurence ficava mais bem organizado assim que se aproximava do mar de Arafura; havia até mesmo a formação de um olho no centro de suas áreas de convecção profunda. Assim que Laurence voltou a seguir sobre as águas quentes do mar de Arafura na madrugada de 19 de dezembro, o CACT de Perth voltou a classificar o sistema como um ciclone tropical significativo. Assim que sua circulação ciclônica se afastava da costa noroeste australiana, Laurence continuava a se organizar e a se intensificar gradualmente. Com isso, o CACT de Perth logo classificou Laurence novamente para um ciclone tropical de categoria 2 na escala australiana ainda naquela manhã (UTC). Na madrugada de 20 de dezembro, Laurence começou a sofrer um novo período de rápida intensificação devido às excelentes condições meteorológicas. O CACT de Perth logo classificou Laurence para um ciclone tropical severo de categoria 3 ainda naquela manhã (UTC). Ainda em 20 de dezembro, Laurence começou a seguir para sul mais uma vez devido à nova dissipação da alta subtropical que o guiava; a aproximação de um cavado de onda curta começou a trazer Laurence diretamente para o noroeste da Austrália novamente. As águas oceânicas ao largo da costa norte da Austrália Ocidental estavam excepcionalmente quentes, o que permitiu a continuação da intensificação explosiva de Laurence. Ainda na noite (UTC) de 20 de dezembro, o CACT de Perth classificou o sistema como um ciclone tropical de categoria 4. Durante a manhã de 21 de dezembro, Laurence atingiu seu segundo pico de intensidade, com ventos máximos sustentados de 240 km/h (1 minuto sustentado), segundo o JTWC, ou 215 km/h (10 minutos sustentados), segundo o CACT de Perth, o que fazia de Laurence novamente um ciclone tropical severo de categoria 5 na escala australiana. Momentos depois, Laurence fez o seu segundo e último landfall na costa da região de Pilbara, na Austrália Ocidental, a alguns quilômetros a oeste-sudoeste de Eighty Mile Beach, durante seu pico de intensidade.
Sobre terra, Laurence começou a se enfraquecer rapidamente assim que sua circulação ciclônica entrava em contato com o relevo acidentado do noroeste da Austrália. Com isso, o JTWC emitiu seu aviso final sobre o sistema. Laurence deixou de ser um ciclone severo, segundo o CACT, na manhã (UTC) de 22 de dezembro, e se degenerou para uma baixa tropical remanescente cerca de 24 horas. Com isso, o CACT de Perth também emitiu seu aviso final sobre o sistema. O sistema remanescente de Laurence dissipou-se totalmente sobre o interior da Austrália Ocidental no início da madrugada (UTC) de 24 de dezembro.

## Preparativos e impactos

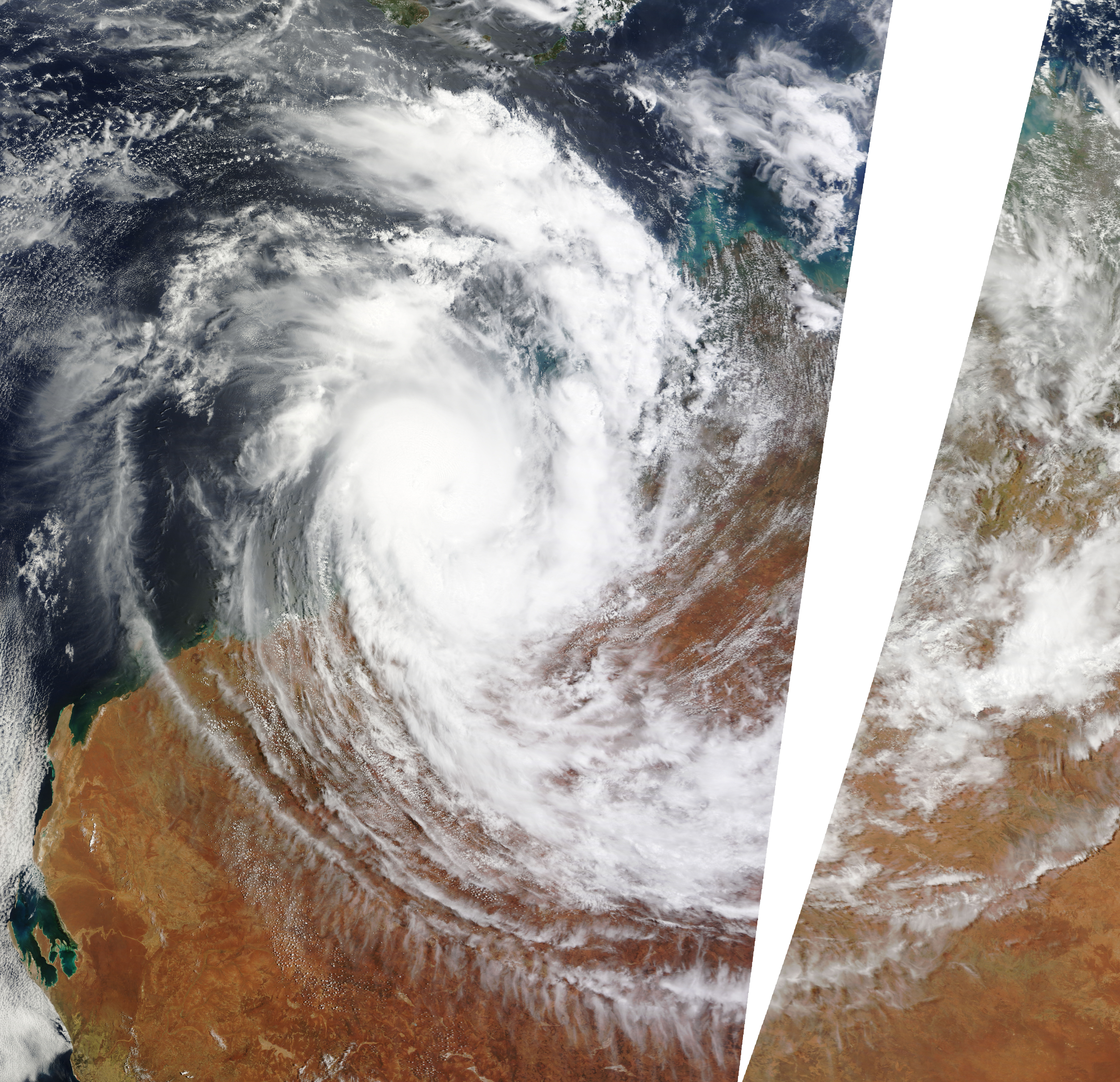
O ciclone tropical severo Laurence durante o seu segundo período de rápida intensificação, ao largo da costa da região de Pilbara, Austrália Ocidental, em 20 de dezembro

Vários alertas de ciclone foram dados pelo Bureau of Meteorology, a agência meteorológica australiana, a medida que Laurence seguia ao largo da costa noroeste da Austrália. Assim que Laurence se intensificou para um ciclone tropical severo de categoria 5 na escala australiana pela primeira vez, o Bureau of Meteorology emitiu vários níveis de alertas para a região de Derby e imediações. A própria cidade de Derby ficou em alerta vermelho, o que significava que todos os moradores foram alertados sobre a possibilidade de recorrer a um abrigo de emergência antes da chegada da tempestade. O Departamento de Serviços de Combate a Incêndios e Emergências da cidade recomendou o fechamento de todas as janelas e portas das residências como forma precautiva, além da desconexão de aparelhos elétricos e do fechamento de válvulas de gás, para que acidentes fossem evitados. Além disso, a rodovia que liga praticamente todas as comunidades importantes do noroeste da Austrália foi fechada. As instituições governamentais e escolas foram fechadas.
Dias mais tarde, com a nova intensificação de Laurence, o alerta vermelho foi declarado novamente para pequenas comunidades da região de Pilbara, Austrália Ocidental. Em Port Hedland, o porto local foi fechado e os navios seguiram para mar aberto para evitar o ciclone. Derby foi a maior cidade afetada por Laurence. Várias residências foram parcialmente ou totalmente destruídas. Uma pessoa ficou gravemente ferida após cair do telhado durante a passagem do ciclone pela cidade em 16 e 17 de dezembro.
Em 21 de dezembro, Laurence atingiu a região de Eighty Mile Beach, também causando destruição. As localidades de  Wallal e Mandora foram as mais castigadas. A estação meteorológica de Mandora registrou ventos de até 211 km/h e uma pressão atmosférica mínima de 929 hPa, que foi a segunda menor pressão atmosférica já registrada por um barômetro na Austrália Ocidental em toda a história. O 80 Mile Caravan Park teve sua infraestrutura praticamente destruída pelo ciclone. O trabalho de mineração de ouro na cidade de Telfer teve que ser interrompido com a passagem de Laurence pela região.
As chuvas associadas a Laurence também foram intensas. A localidade de Napier Downs, a leste de Derby, registrou precipitação acumulada de 402 mm. A localidade de Warrawagine registrou 245 mm de chuva em menos de 24 horas. Entretanto, as chuvas foram mais benéficas do que prejudiciais na maior parte das regiões, principalmente aquelas que sofriam com a estiagem prolongada.